# Israëlische parlementsverkiezingen 2022
De Israëlische parlementsverkiezingen 2022 voor de 25ste Knesset  zijn op 1 november 2022 gehouden. Winnaar was de rechtse Likoed onder aanvoering van oud-premier Benjamin Netanyahu. Veel zetels wonnen de centrumpartij Yesh Atid van zittend premier Yair Lapid en de zeer nationalistische Religieus-Zionistische Partij van het duo Bezalel Smotrich en Itamar Ben-Gvir. De Arbeidspartij verloor fors maar bleef in de Knesset. Partijen die ook verloren en bovendien hun vertegenwoordiging in het parlement verloren, waren Meretz en Balad. Alle drie zijn linkse partijen. De zeer nationalistische combinatie Yamina deed niet mee aan de verkiezingen; in plaats daarvan deed Het Joodse Huis een vergeefse poging.
Over het geheel genomen, kan worden gezegd dat het rechtse blok van Netanyahu als overwinnaar uit de bus is gekomen, het beschikt over 64 zetels in de nieuwe Knesset. Dit blok bestaat uit de Likoed, de Religieus-Zionistische Partij, Shas en Verenigd Thora-Jodendom en zal naar alle waarschijnheid de nieuwe regering worden. Het centrumlinkse blok van Lapid blijft steken op 46, het Arabische blok komt uit op 10 zetels. Omdat laatstgenoemde sympathiseert met het blok van Lapid, beschikt deze over 56 zetels.
De laatste dagen van het kabinet-Bennett-Lapid waren hiermee geteld en een zesde kabinet-Netanyahu lag zodoende in het verschiet. Op 29 december 2022 is deze dan ook geïnstalleerd.
De nieuwe Knesset is op 15 november ingezworen.

## Verkiezingsuitslag
| partij                                              | zetels | verschil | perc. | overtuiging                      | blok     | leid(st)er         | opmerkingen                                                                           |
| --------------------------------------------------- | ------ | -------- | ----- | -------------------------------- | -------- | ------------------ | ------------------------------------------------------------------------------------- |
| Likoed (HaLikud)                                    | 32     | +2       | 23,4% | conservatief-liberaal            | rechts   | Benjamin Netanyahu |                                                                                       |
| Yesh Atid                                           | 24     | +7       | 17,8% | centrum-liberaal                 | links    | Yair Lapid         |                                                                                       |
| Religieus-Zionistische Partij (HaTzionut HaDatit)   | 14     | +8       | 10,8% | rechts-nationalistisch-religieus | rechts   | Bezalel Smotrich   | voorheen Tkuma geheten; incl. Otzma Yehudit (Joodse Kracht) + Noam                    |
| Partij van Nationale Eenheid (HaMaḥane HaMamlakhti) | 12     | −2       | 9,1%  | centrum-liberaal                 | links    | Benny Gantz        | samenwerking van Blauw en Wit (Kahol Lavan) + Nieuwe Hoop (Tikva Hadasha)             |
| Shas                                                | 11     | +2       | 8,3%  | orthodox-religieus               | rechts   | Aryeh Deri         |                                                                                       |
| Verenigd Thora-Jodendom (Yahadut HaTorah)           | 7      | 0        | 5,9%  | orthodox-religieus               | rechts   | Yitzhak Goldknopf  | samenwerking van Agudat Yisrael (Bond van Israël) + Degel HaTorah (Vlag van de Thora) |
| Yisrael Beiteinu                                    | 6      | −1       | 4,5%  | rechts-nationalistisch           | links    | Avigdor Lieberman  |                                                                                       |
| Ra'am                                               | 5      | +1       | 4,1%  | islamistisch                     | Arabisch | Mansour Abbas      |                                                                                       |
| Hadash-Ta'al                                        | 5      | 0        | 3,8%  | links                            | Arabisch | Ayman Odeh         | Hadash is communistisch en deels Joods                                                |
| Arbeidspartij (HaAvoda)                             | 4      | −3       | 3,7%  | sociaaldemocratisch              | links    | Merav Michaeli     |                                                                                       |
| Meretz                                              | 0      | -6       | 3,2%  | sociaaldemocratisch-groen        | links    | Zehava Gal-On      |                                                                                       |
| Balad                                               | 0      | -1       | 2,9%  | sociaaldemocratisch              | Arabisch | Sami Abu Shehadeh  |                                                                                       |
| Het Joodse Huis (HaBayit HaYehudi)                  | 0      | -7       | 1,2%  | rechts-nationalistisch-religieus | rechts   | Ayelet Shaked      | Yamina-alliantie bij de vorige verkiezingen                                           |
| overige partijen                                    | 0      | 0        | 1,5%  |                                  |          |                    |                                                                                       |
| totaal                                              | 120    |          |       |                                  |          |                    |                                                                                       |
| rechtse blok (Netanyahu)                            | 64     | +5       |       |                                  |          |                    |                                                                                       |
| linkse blok (Lapid)                                 | 46     | -5       |       |                                  |          |                    |                                                                                       |
| Arabische blok                                      | 10     | 0        |       |                                  |          |                    |                                                                                       |